# 稲葉さゆり
稲葉さゆり（1987年4月20日 - ）は、日本の俳優。青乃木つぐみ名義で作詞・作曲・歌唱したものをyoutubeに投稿している。

## 出演

### テレビ

#### ドラマ
2007年
- 水曜ミステリー9 青山みゆき（テレビ東京）

2008年
- 笑顔をくれた君へ〜女医と道化師の挑戦〜（2008年3月14日、フジテレビ） - 井出麻里 役
- 篝警部補の事件簿 「古都鎌倉・奇跡の石殺人水脈」（4月16日、テレビ東京） - 三枝恵美 役
- 篤姫（NHK） - 天璋院付き大奥女中・ふく 役
- 銀座高級クラブママ青山みゆき「赤いバラの殺人予告」（7月23日、テレビ東京） - 里菜 役
- OLにっぽん（2008年10月 - 12月、日本テレビ） - 中山ひとみ 役

### テレビアニメ
- フリージング（2011年、生徒A）

### 映画
- ゲゲゲの鬼太郎 千年呪い歌（2008年） - 雨の中の女性 役

### 舞台
- 櫻の園（2007年6月9日 - 13日、青山円形劇場） - 高田真理子 役

### ラジオ
- アニソングトレイン（2012年、ラジオ大阪）